# Hervé Stevenin
Hervé Stevenin (né le 25 septembre 1962 en France), ingénieur ENSMA promotion 1985 et parrain de la promotion 2020, est un aquanaute européen à la tête de l'unité d'entraînement aux activités extra-véhiculaires au Centre des astronautes européens (EAC) à Cologne, en Allemagne. Il a été aquanaute,,,,,,, dans l'équipage de l'Opération de mission en environnement extrême de la NASA numéro 19, (NEEMO 19).
Stevenin a reçu un entraînement d'astronaute avancé et il est le seul citoyen européen « non-astronaute » à avoir pris part à des entraînements à la sortie extra-véhiculaire à la fois dans l'Extravehicular Mobility Unit (EMU) de la NASA et l'Orlan space suit russe. Stevenin a plus de 20 ans d’expérience dans l'entraînement des astronautes et dispense un support opérationnel pour les astronautes.